# Janusz Korosadowicz
Janusz Witold Korosadowicz (ur. 4 października 1916 w Krakowie, zm. 9 stycznia 2004 tamże) – polski nauczyciel, działacz PTTK oraz Wisły Kraków, w młodości lekkoatleta, chodziarz.

## Życiorys

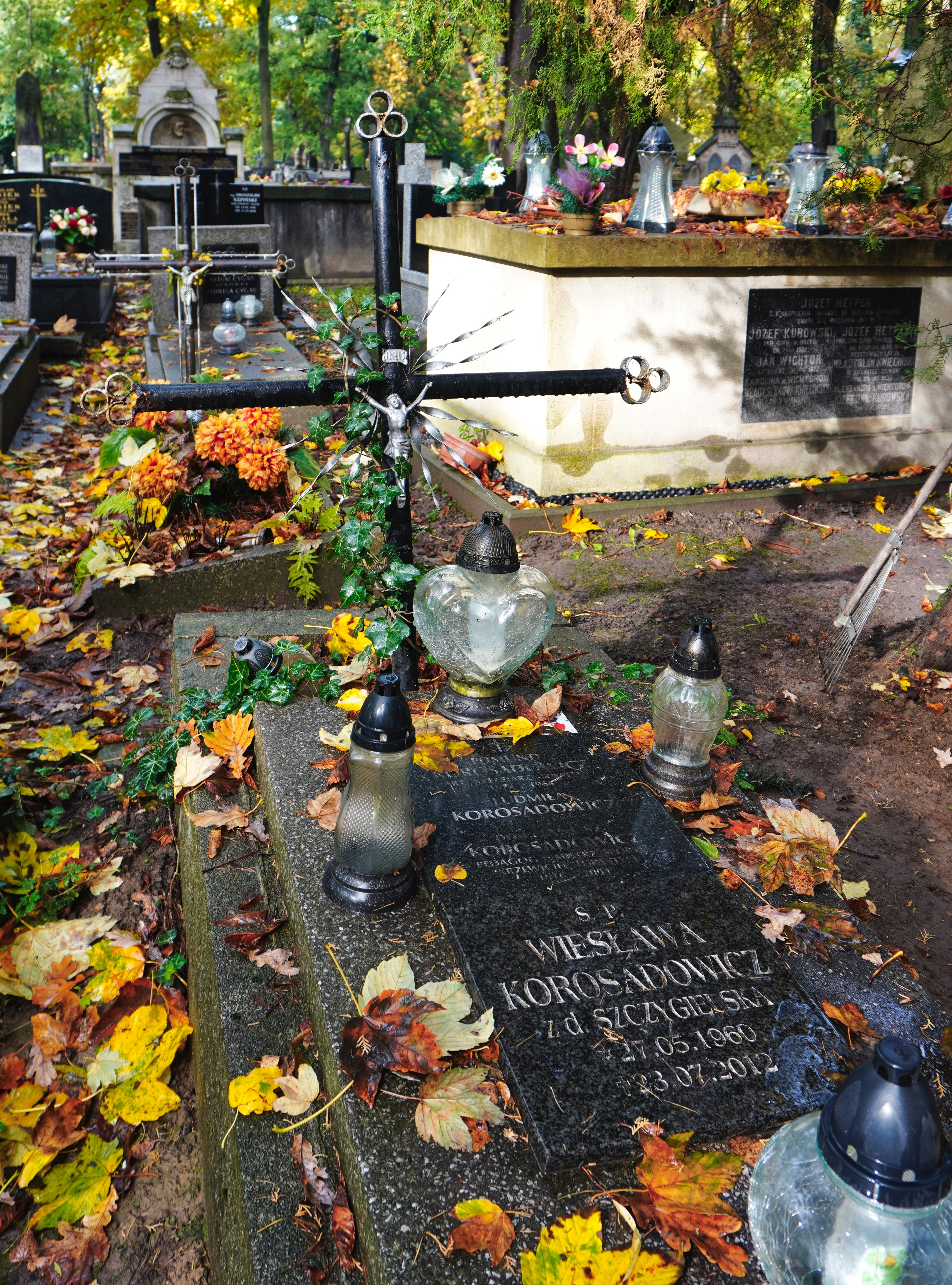
Grób Janusza Korosadowicza na Cmentarzu Rakowickim w Krakowie

Ukończył I Liceum Ogólnokształcące im. Bartłomieja Nowodworskiego w Krakowie w 1934 oraz anglistykę i germanistykę na Uniwersytecie Jagiellońskim w 1939. Rozpoczął pracę jako nauczyciel w 1938 w Łodzi, następnie pracował w Krakowie. Walczył w kampanii wrześniowej. Podczas okupacji pracował jako bibliotekarz i tłumacz w Instytucie Medycyny Sądowej, a jednocześnie udzielał się w tajnym nauczaniu. Po wyzwoleniu podjął pracę nauczycielską w Liceum Handlowym, a następnie w Liceum Telekomunikacyjnym w Krakowie, gdzie pracował do emerytury.
Od 1934 był kierownikiem sekcji lekkoatletycznej Wisły Kraków. Na mistrzostwach Polski w 1946 zwyciężył w chodzie na 10 kilometrów.
Był wieloletnim działaczem PTTK, założycielem pierwszego w Polsce Oddziału Szkolnego PTTK przy Zespole Szkół Łączności w Krakowie.

## Życie prywatne
Był synem rzeźbiarza Edmunda Korosadowicza (1872–1964) i Ludmiły z Butrymów (1878–1966). Jego starszymi braćmi byli Włodzimierz i Zbigniew – wybitny taternik.
Zmarł w 2004, został pochowany na cmentarzu Rakowickim.

## Odznaczenia
- Krzyż Kawalerski Orderu Odrodzenia Polski
- Złoty Krzyż Zasługi
- Zasłużony dla miasta Krakowa
- Zasłużony Działacz Kultury Fizycznej